# Электромеханический техникум Харьковского национального университета городского хозяйства имени А. Н. Бекетова
Электромеханический техникум Харьковского национального университета городского хозяйства имени А. Н. Бекетова — государственное высшее учебное заведение І уровня аккредитации в городе Харьков (Украина).

## История
За время своего существования учебное заведение испытало несколько изменений и реорганизаций от ремесленного училища в начале своего существования и до техникума в настоящее время.
Торжественное открытие учебного заведения состоялось 12 января 1886 года. В 1921 году на базе ремесленного училища была открыта профтехшкола.
В 1930 г. профтехшкола была реорганизована в Харьковский электромеханический техникум.
В 1997 году приказом Министерства образования техникум был включён в состав Харьковской государственной академии городского хозяйства на правах структурного подразделения (в настоящее время — Харьковского национального университета городского хозяйства имени А. Н. Бекетова).

## Специальности
Техникум осуществляет подготовку младших специалистов по специальностям:
- Обслуживание станков с программным управлением и робототехнических комплексов.
- Производство электрических машин и аппаратов.
- Монтаж и эксплуатация электрооборудования промышленных  предприятий и гражданских сооружений.
- Обслуживание и ремонт электробытовой техники.
- Обслуживание электротехнического оборудования и автоматических устройств зданий и сооружений.